# Triunfo Montevideo
Triunfo Football Club – urugwajski klub piłkarski z siedzibą w mieście Montevideo.

## Historia
Klub Triunfo tylko dwa razy wziął udział w rozgrywkach pierwszej ligi urugwajskiej - w 1902 i 1903 roku. W obu przypadkach zajął szóste miejsce.
W obu sezonach Triunfo rozegrał 21 meczów (4 zwycięstwa, 3 remisy i 14 porażek), zdobywając 17 bramek i tracąc 64 bramki.